# 普拉特南乳魚
普拉特南乳魚，為輻鰭魚綱胡瓜魚目南乳魚科的其中一種，分布於南美洲智利瓦爾迪維亞至巴塔哥尼亞、火地島及福克蘭群島的淡水、半鹹水、海水域，體長可達30.9公分，肉食性，生活習性不明。

## 擴展閱讀
維基物種上的相關：普拉特南乳魚